# Michael Jansen
Michael Jansen (Nijmegen, 10 juni 1984) is een Nederlands voormalig voetballer die als verdediger speelde.
Jansen begon zijn carrière bij de amateurclub SV Nijmegen. Hij speelde vanaf het seizoen 1996/1997 bij de jeugd van Vitesse. Op 12 december 2002 maakt Jansen zijn debuut in het eerste elftal van deze club.
Op 15 mei 2005 tijdens de wedstrijd Vitesse-Ajax raakte Jansen korte tijd buiten bewustzijn. Later bleek dat bij hem een hartritmestoornis optreedt bij maximale inspanning. Het herstel duurde lang, pas in het seizoen 2007-2008 werd hij weer goedgekeurd. Begin 2005 werd hij opgenomen in de voorselectie van het Nederlands Elftal. Hij moest echter afzeggen vanwege zijn medische toestand.
Vitesse wilde Jansen in 2007 laten afkeuren voor het spelen van betaald voetbal. Een rechtszaak bepaalde echter dat dit niet mocht en dat Jansen zelfs weer zou mogen spelen.
In januari 2008 ontbindt hij zijn contract bij Vitesse omdat er tussen hem en de club een verschil van mening is over zijn herstel. Jansen wilde meer aan spelen toekomen. Op 18 januari 2008 wordt bekend dat hij een contract voor zes maanden bij Feyenoord getekend heeft met een optie voor nog drie jaar. Feyenoord verhuurt hem voor een half seizoen aan De Graafschap waar hij door een blessure van Joost Volmer aan spelen toe zal komen. Hij krijgt echter geen verder contract bij Feyenoord.
In het seizoen 2008/09 speelde hij een succesvol seizoen voor SC Cambuur. Promotie werd op een haar gemist tegen Roda JC
Na dat seizoen vertrok Jansen transfervrij naar FC Groningen. In de winterstop van dat seizoen werd Jansen verhuurd aan Eerste divisionist Go Ahead Eagles, die op zoek waren naar een vervanger voor de geblesseerd geraakte Marco Parnela. In seizoen 2010/11 werd Michael Jansen verhuurd aan SC Veendam De bijna failliete club haalde een vierde plaats in de Eerste divisie 2010/11. In het seizoen 2012/13 speelde hij voor Spakenburg waarna hij overstapte naar SC Woezik. In 2018 stopte hij met voetballen. Na zijn voetbalcarrière ging hij verder als jeugdtrainer bij Vitesse.

## Clubstatistieken
| Seizoen | Club                  | Competitie         | Duels | Goals |
| ------- | --------------------- | ------------------ | ----- | ----- |
| 2002/03 | Vitesse               | Eredivisie         | 11    | 2     |
| 2003/04 | Vitesse               | Eredivisie         | 18    | 0     |
| 2004/05 | Vitesse               | Eredivisie         | 31    | 3     |
| 2005/06 | Vitesse               | Eredivisie         | 0     | 0     |
| 2006/07 | Vitesse               | Eredivisie         | 0     | 0     |
| 2007/08 | Vitesse               | Eredivisie         | 0     | 0     |
| 2008    | Feyenoord             | Eredivisie         | 0     | 0     |
| 2008    | De Graafschap         | Eredivisie         | 6     | 0     |
| 2008/09 | SC Cambuur Leeuwarden | Eerste divisie     | 36    | 2     |
| 2009/10 | FC Groningen          | Eredivisie         | 2     | 0     |
| 2009/10 | Go Ahead Eagles       | Eerste divisie     | 12    | 0     |
| 2010/11 | SC Veendam            | Eerste divisie     | 35    | 2     |
| 2011/12 | Go Ahead Eagles       | Eerste divisie     | 14    | 0     |
| 2012/13 | Spakenburg            | Zaterdag Topklasse | 1     | 0     |
| Totaal  |                       |                    | 166   | 9     |